# Eufriesea purpurata
Eufriesea purpurata es una especie de abeja orquídea eusocial común en el noreste de América del Sur, particularmente en la cuenca del Amazonas. Es un importante polinizador de diversas plantas silvestres, y se destaca por su atracción a diversos compuestos utilizados por los humanos, incluyendo algunos insecticidas.

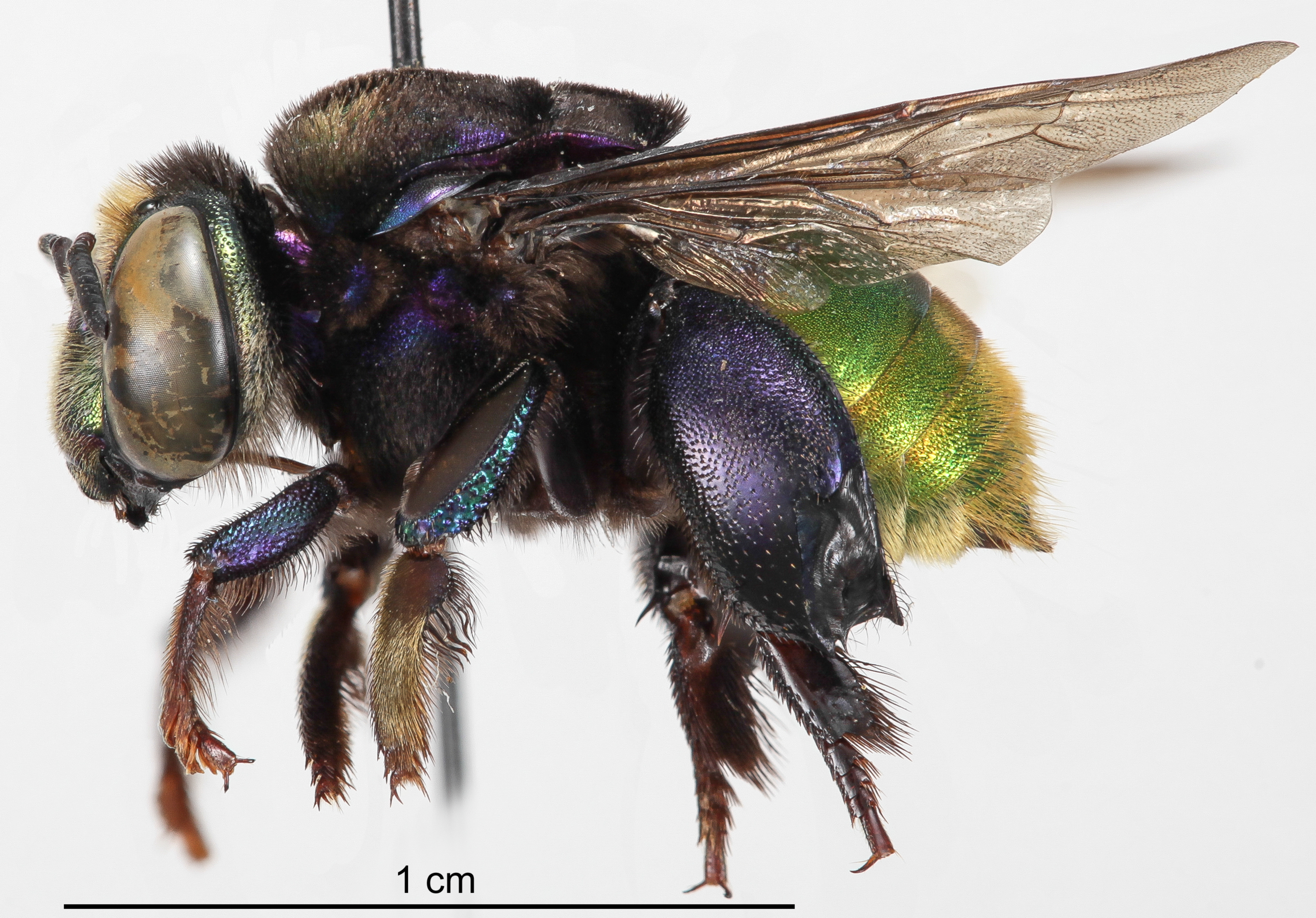

## Morfología
Eufriesea purpurata tiene una cabeza de color verde brillante metálico con reflejos rojo-naranja, una lengua corta (5-6 mm), una longitud corporal adulta de 14-17 mm, y un peso corporal promedio de 50 mg. Su tórax suele ser de color púrpura, pero también puede ser rojizo, amarillo o verde.

## Ecología natural
Al igual que otras abejas euglosinas, los machos de E. purpurata recolectan volátiles aromas florales, posiblemente con fines de cortejo. Adolf Ducke describió a Eufriesea purpurata recolectando corteza y resina de Melastomataceae como materiales para construir nidos. Eufriesea purpurata es considerada una plaga para el cultivo de Anthurium debido a su polinización cruzada indiscriminada de flores. Es el único polinizador de la especie de orquídea Stanhopea insignis, que atrae a las abejas con su fragancia. También es polinizador de las orquídeas Cycnoches aureum, Dressleria helleri, y Gongora spp., así como de las monocotes Spathiphyllum cannaefolium y Coryanthes spp. Se ha observado raramente visitando las flores del árbol de la nuez de Brasil.

## Atracción por los insecticidas.
La abeja se siente atraída por el insecticida DDT y no sufre ningún daño. En 1979 y 1980, se observó a machos de la especie recolectando deliberadamente grandes cantidades del insecticida de casas rurales remotas a lo largo del río Ituxi en Brasil. Las casas, construidas con hojas de palma, habían sido tratadas con DDT en el verano de 1979 por el gobierno para prevenir la propagación de la malaria. Atraídas por el olor del insecticida, se observó que las abejas encontraban y regresaban a menudo a las casas rociadas con DDT, entrando en las casas para raspar el insecticida seco de las paredes en sus bolsas tibiales traseras. Se observó que las abejas individuales de la especie recolectaban hasta 2 mg de DDT cada una (4% de su peso corporal medio) sin efectos adversos aparentes, mostrando una tolerancia decenas o cientos de veces mayor que la mayoría de los insectos. Las abejas no ingieren ni metabolizan de otro modo el DDT recogido. Las entrevistas con los lugareños revelaron que no había habido abejas que visitaran las casas hasta que comenzó el programa de fumigación contra la malaria. De las familias entrevistadas, el 95% reportaron alguna perturbación por el ruido de las abejas, y el 71% de los entrevistados tenían abejas en sus hogares durante las entrevistas.
También se ha observado que Eufriesea purpurata recolecta el insecticida aldrina. Un relato científico de Perú describe a cientos de abejas macho arrastradas a paredes de madera tratada con aldrina, que en realidad estaban "marcadas por [las abejas] rasguños repetidos". También se ha encontrado que E. purpurata se siente atraída por el alcohol bencílico, un componente importante de la fragancia de Stanhopea insignis, y el acetato de anisilo.